# Chiesa di San Marco (Trento)
La chiesa di San Marco è una chiesa situata nel centro storico della città di Trento. Dal 2003 è adibita al culto ortodosso.

## Storia

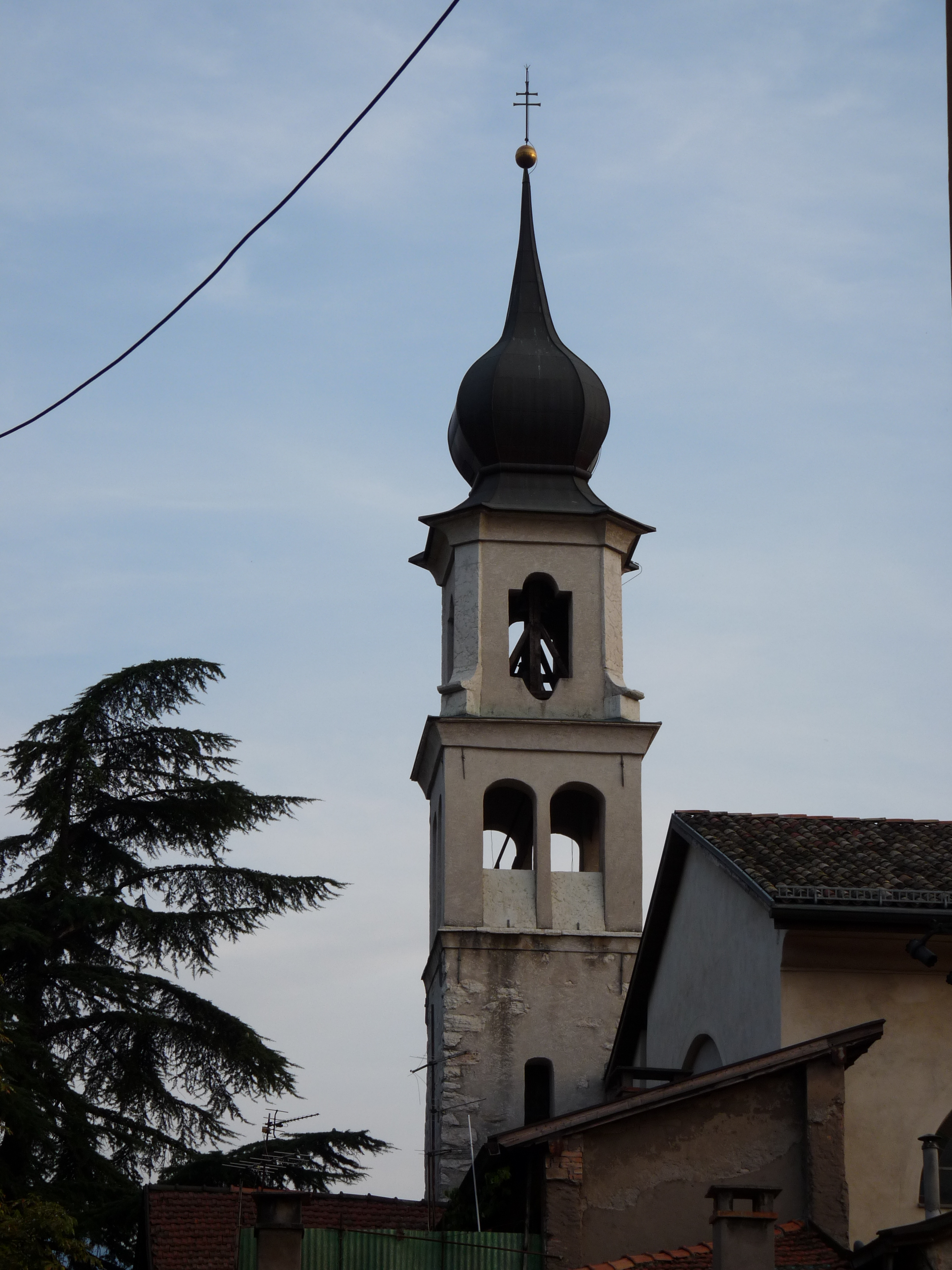
Il campanile

La chiesa dedicata a San Marco evangelista e collocata orientata a est sull'omonima via e via Santa Maria Maddalena, risulta dell'epoca duecentesca (1273) ed era composta anche dal non più esistente monastero appartenente alla comunità eremitana di Sant'Agostino.
L'edificio religioso fu riprogettato da Martino Fuiten 1665 ed è accessibile mediante un portico. All'interno del suo convento durante gli anni del Concilio di Trento (dal 1545 al 1563) soggiornarono i principali esponenti dell'Ordine di Sant'Agostino (O.E.S.A.), come ad esempio l'arcivescovo di Salerno Girolamo Seripando oltre che l'arcivescovo di Genova Agostino Maria Salvago da dove il 13 marzo 1563 si avviò il processo di eresia nei confronti del mercante genovese Agostino Centurione.
Il complesso monastico presenta un accesso di ispirazione rinascimentale, ma dato che il rio Saluga è esondato parecchie volte nel corso degli anni e quindi sono stati presi particolari provvedimenti come ad esempio l'uso di due lastre con apposite scanalature; qui è posto l'accesso preceduto da un portico in cui all'arco a sesto pieno centrale con quattro arcate cui poggiano due colonne che creano una volta rivestita da lastre tombali. Un secondo accesso è vicino alla fontana dedicata a San Giovanni Nepomuceno e costruita in stile barocco nel XVIII secolo ed eretta sempre alla protezione dalle esondazioni.
Al suo interno si colloca un frammento di affresco risalente al XIII secolo e si tratta della disputa di Santa Caterina d'Alessandria; solamente una piccola parte rimane dopo i vari rifacimenti voluti dalla chiesa. Sempre al suo interno si trovano altre due tele: "Sacra Famiglia" ad opera di Pietro Ricchi e "Sant'Agostino" ad opera di Martino Teofilo detto il polacco. 
Sempre dentro all'edificio questa si presenta suddivisa in 5 campate da dove si aprono 4 cappelle gemelle; il presbiterio è invece rialzato di tre gradini rispetto alla pianta della chiesa. Inoltre gli orti appartenenti al convento sono divenuti un parco pubblico.
La torre campanaria è posta sul lato settentrionale dell'edificio e presenta una copertura a mo' di cipolla.